# موسيقى الشرق الأوسط
موسيقى الشرق الأوسط و شمال أفريقيا تمتد إلى منطقة واسعة، من المغرب إلى أفغانستان و تأثيرها يصل إلى أماكن أبعد من ذلك. موسيقى الشرق الأوسط متأثرة بموسيقى اليونان و الهند، بالإضافة إلى آسيا الوسطى، وإسبانيا، وغيرها من التأثيرات.
الأمم المختلفة والمتنوعة مثل: السكان الناطقين باللغة العربية، والإيرانية، والمتأثرين بالتقاليد اليونانية، وموسيقى الأتراك، وموسيقى السريانيين، وموسيقى اليهود الشعبية في إسرائيل، والموسيقى الكردية، و موسيقة البربر، و أقباط مصر، جميعهم لديهم تقاليدهم الخاصة التي يحافظن عليها.
بالرغم من اتساع المنطقة، إلا أن الدين كان عامل مشترك في توحيد الناس بالرغم من اختلاف اللغات والتقاليد والثقافات. سيطرة الإسلام أتاحت لتأثير عربي كبير حيث اتسع في المنطقة بشكل سريع منذ القرن السابع. الموسيقى العربية ألحانها قوية وأساسها المقامات. و لكن في الوقت الحاضر قد تم دمج المقامات مع تأثيرات غربية التي أدخلت على الموسيقى الشرقية. تحتوي الموسيقى العربية ربع النغمة التي تصدر من الآلات مثل العود أو الصوت البشري.